# Michaël Youn
Michaël Benayoun (Suresnes, 2 december 1973), beter bekend als Michaël Youn, is een Franse radio-dj, tv-presentator, acteur en komiek.

## Discografie
Michaël Youn heeft zowel solo als in groepsverband singles uitgebracht onder diverse namen:
- Bratisla Boys - Stach Stach
- Bratisla Boys - Anthologigi
- Alphonse Brown - Le Frunkp
- Les Conards - Comme des Connards
- Iznogoud feat Lord Kossity - Iznogoud
- Les Squatters - Tu es blonde
- Fatal Bazooka - Fous ta cagoule
- Fatal Bazooka feat Vitoo - Mauvaise Foi Nocturne
- Fatal Bazooka - Bazooka résurrection (dans les bacs en Janvier)